# 阿拉伯基督徒
阿拉伯基督徒是信奉基督教的阿拉伯人或是生活在阿拉伯世界信仰基督教的群体。各类数据统计在500万至2,000万人之间，一般认为在600万至800万人间，2012年估計居住在中東的阿拉伯基督徒數量在1000萬至1500萬之間。主要分布于東地中海地區的黎巴嫩、伊拉克、叙利亚、約旦、以色列、巴勒斯坦、埃及，較小的社區遍布阿拉伯半島和北非。其它数据统计，基督徒占阿拉伯世界人口由20世纪初的20%，至当代下降至5%。移民潮和低于穆斯林的出生率是阿拉伯基督徒人口比例下降的主因。
1世纪，基督教在中東创立，逐渐成为世界性宗教。据《聖經·新約》记载，在以色列境内已经有经商的阿拉伯人信仰基督教。3、4世纪，基督教传入阿拉伯半島。最早信仰基督教的阿拉伯部落可能是納巴泰人和伽珊尼德人。5世纪和6世纪，伽珊尼德人首先接受了基督教的基督一性論，与东罗马帝国结盟，成为东罗马与南部阿拉伯部落之间的缓冲国。6世纪末，萨珊波斯的附庸拉赫姆王國的最后一任国王也信仰了基督教，他们接受的则是美索不达米亚基督徒里占据主流的聶斯脫里主義。
7世纪伊斯兰教在阿拉伯半島兴起，阿拉伯帝國征服西亞、北非，当地逐渐伊斯蘭化，基督徒人口成为少数。同时受阿拉伯人统治影响，非阿拉伯族逐渐阿拉伯化。他们与早期阿拉伯基督徒是阿拉伯基督徒的两个主要组成部分，而近代，由阿拉伯穆斯林改宗基督教的人群则是阿拉伯基督徒中的极少数。
奥斯曼帝国在13世纪末崛起，攻占了阿拉伯世界的大部分地区。根据伊斯兰教齊米制度，奥斯曼帝国内的基督徒享有有限的宗教自由，被视为二等公民。进入20世纪，在奥斯曼帝國灭亡之前，安那托利亚东部的亞美尼亞和叙利亚基督徒被屠杀和驱逐，针对亞美尼亞人的屠杀和驱逐即是亞美尼亞大屠杀。而随着奥斯曼帝國的分裂，阿拉伯民族主義兴起，阿拉伯国家中非阿拉伯、非伊斯兰教族群日渐边缘化。2010年阿拉伯之春后，多个阿拉伯國家陷入战乱和动荡，即阿拉伯之冬。活跃于伊拉克和叙利亚（黎凡特）的恐怖組織伊斯蘭國更是残酷对待除遜尼派之外的一切族群。

## 历史

### 古典时代

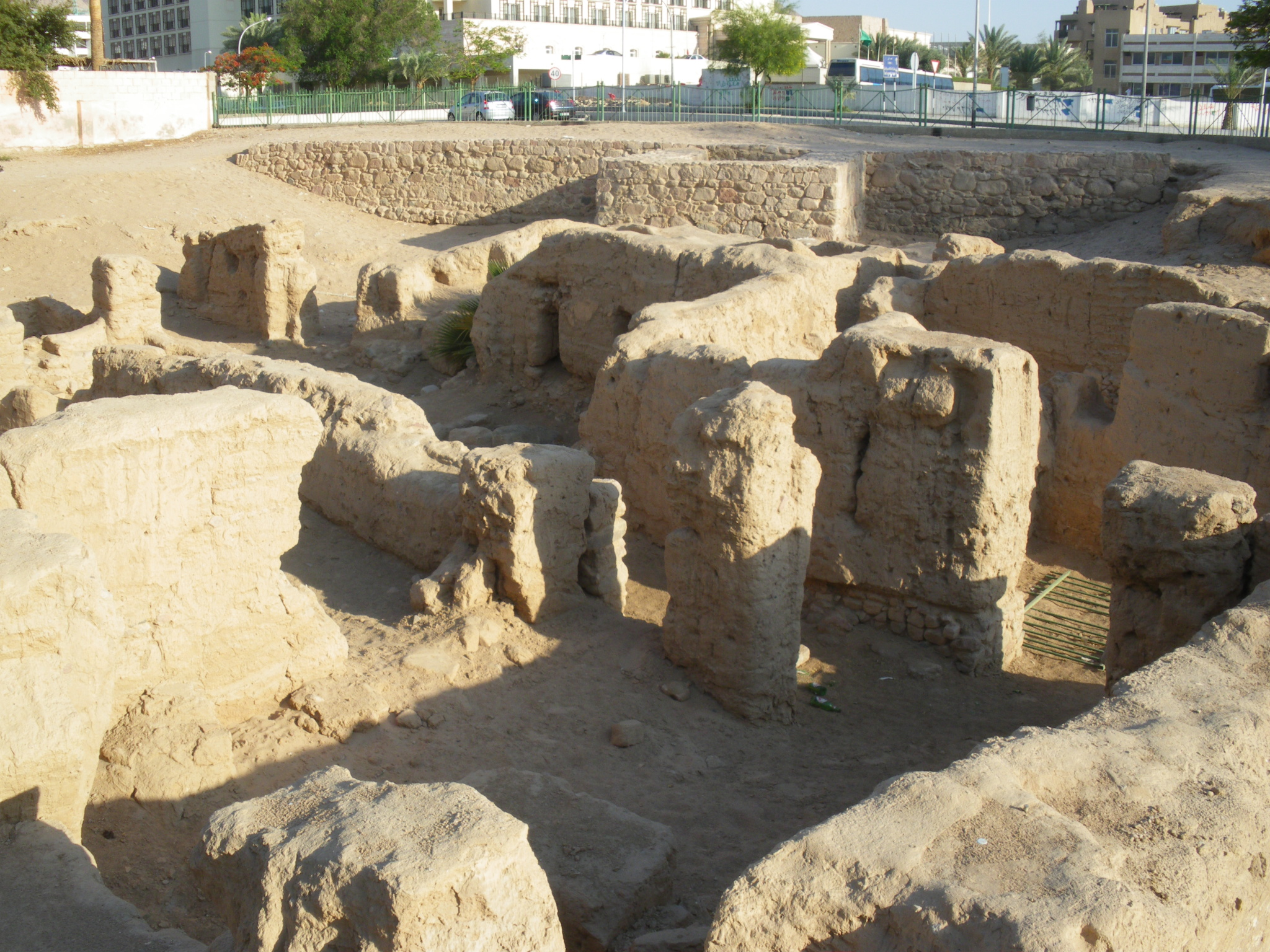
约旦的亚喀巴教堂，建于公元4世纪，是全世界第一座專門建造的教堂（更早的教堂都是從其他建築改建的來的）

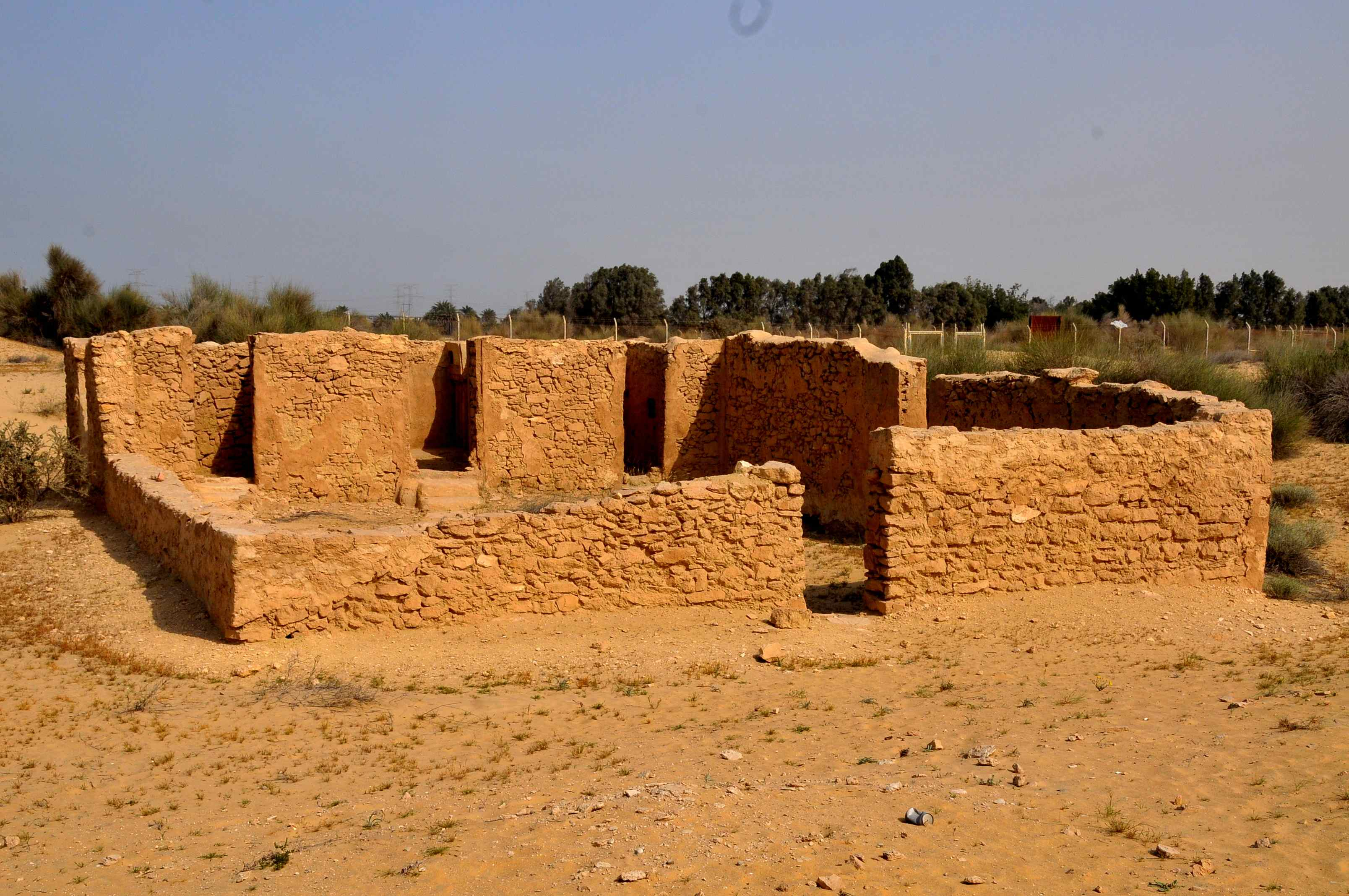
沙特阿拉伯位于朱拜勒附近的教堂，建于4世纪，原本属于东方基督教聶斯脫里主義的东方教会，世界上最古老的教堂之一

穆斯林的征服之前六百多年，阿拉伯基督徒就已生活在西亚。从公元1世纪开始，许多阿拉伯部落皈依了基督教，其中包括纳巴泰人和伽珊尼德人。
纳巴泰人是最早来到黎凡特南部定居的阿拉伯部落之一。纳巴泰人起初信仰阿拉伯多神教，在4世纪东罗马的影响下成为基督徒。后来的阿拉伯入侵者很快取代了纳巴泰人的位置，残余的纳巴泰人则成为了农民，其领地上出现了伽珊尼德王国（东罗马的附庸国）、希木叶尔王国和肯德等国。
历史上有记录的塔伊、阿卜杜拉·卡伊斯和台格利卜等阿拉伯部落在前伊斯兰时代也包括许多基督徒。阿拉伯南部城市奈季蘭（位于今沙特阿拉伯）当时是一个基督教中心，一位也门国王德赫·努瓦斯是狂热的犹太教徒，他曾在此迫害基督徒；迫害期间，奈季蘭阿拉伯人中出现了一位领袖al-Ḥārith，他后来被天主教教会封为殉道者阿瑞斯。一些现代学者认为阿拉伯人菲利普是罗马的第一位基督教徒皇帝。到了4世纪，大量基督徒已生活于西奈半岛、美索不达米亚和阿拉伯半岛。
《新约》在《使徒行传》中记载了阿拉伯人对基督教的皈依。当圣彼得向耶路撒冷人民步道时，他们问道：
我们各人、怎么听见他们说我们生来所用的乡谈呢。我们帕提亚人、玛代人、以拦人、和住在米所波大米、犹太、加帕多家、本都、亚西亚、弗吕家、旁非利亚、埃及的人、并靠近古利奈的吕彼亚一带地方的人、从罗马来的客旅中、或是犹太人、或是进犹太教的人、革哩底和亚拉伯人、都听见他们用我们的乡谈、讲说神的大作为。
 — 《使徒行传》2:8-11
因此，阿拉伯基督徒是最古老的基督教社区之一。
新约圣经中第一次提及阿拉伯基督教是当使徒保罗讲到他皈依后的阿拉伯之旅（《加拉太书》1:15-17）。后来，該撒利亞的優西比烏谈论了布斯拉一位名为贝利鲁斯的主教，布斯拉是一次教会会议（约240年）和两次阿拉比亚大公会的举办地。最晚从三世纪开始，基督徒就存在于阿拉伯地区了。
另外，前伊斯兰时代的埃塞俄比亚也对阿拉伯地区带来了基督教的影响。根据一些史料，包括穆罕默德妻子海迪彻的一个表亲在内的一些汉志人接受了基督教，而一些埃塞俄比亚基督徒当时可能生活在麦加。

### 伊斯兰教时代

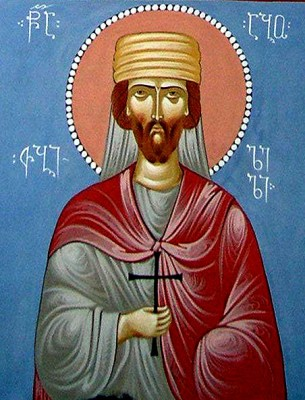
第比利斯的阿波，一位阿拉伯殉教者，第比利斯的主保圣人

拜占庭帝国和萨珊帝国的大部分地区被阿拉伯军队征服之后，一大批不同族裔的基督徒臣服于阿拉伯穆斯林的统治之下。历史上，在拜占庭统治下，一些少数基督教教派作为异端而受到迫害（例如不接受迦克墩信經的基督徒）。在穆斯林军队不断扩张其帝国疆域的过程中，他们向被征服地区的居民提出三个选项：皈依伊斯兰教、每年缴纳吉兹亚税、战死。那些拒绝战争且拒绝皈依伊斯兰教的人将缴纳吉兹亚税。
目前普遍的共识是，从7世纪开始的伊斯兰教迅速扩展之后，许多基督徒决定不改宗伊斯兰教。爱德华·萨义德等许多学者和知识分子认为，自公元7世纪以来，阿拉伯世界的基督徒为阿拉伯文明做出了重要贡献，而且至今仍在做出贡献。一些最优秀的诗人是阿拉伯基督徒，而许多阿拉伯（和非阿拉伯）基督徒则是医、作家、政府官员和文学界人士。
作为“有经者”，阿拉伯地区的基督徒在伊斯兰教法下被赋予某些权利，被允许信奉其宗教信仰（包括将基督教教法用于断案、和解或法庭判决）。与支付天课的穆斯林相反，基督徒则被强制支付吉兹亚税，奴隶、妇女、儿童、僧侣、老人、病人、隐士和穷人不必缴纳该税。作为回报，非穆斯林公民被允许行使自己的信仰，享有一定的社区自治权，有权得到穆斯林国家的保护，免受外界侵略，免于服兵役和天课。

### 阿拉伯觉醒
旨在复兴阿拉伯文化的阿拉伯觉醒运动始于19世纪下半叶，穆罕默德·阿里帕夏于1840年从黎凡特被驱逐以后。贝鲁特、开罗、大马士革和阿勒颇成为这场复兴运动的主要中心，许多学校、大学、剧院和出版社出现在这些城市。文学、语言和诗歌蓬勃发展。一个政治运动也活跃起来，诞生了阿拉伯民族主义思想以及对奥斯曼帝国改革的诉求。阿拉伯独立和改革思想的出现呼吁建立欧洲模式的现代民族国家。
历史学家普遍认可这段时间阿拉伯基督徒对这场文化复兴运动的推动作用。阿拉伯基督徒中有许多受过良好教育的中等阶层，他们对阿拉伯世界的政治、商业和文化有着极为重要的影响力。
黎巴嫩的贝鲁特美国大学、圣约瑟夫大学，还有巴格达的希克马大学等基督教大学在阿拉伯文化的发展中也起到了领导作用。
黎巴嫩作家纪伯伦是这一时期文学界的代表人物。

### 现代
在最有影响力的阿拉伯民族主义者中有一些是阿拉伯基督徒，例如叙利亚学者康斯坦汀·兹瑞克。巴勒斯坦托管地的一些巴勒斯坦阿拉伯基督徒创办了一些民族主义报刊。
1948年阿拉伯-以色列战争期间，许多巴勒斯坦阿拉伯基督正教徒遭受了种族清洗，被驱逐出他们居住的拉姆拉、卢德、采法特、海法等城镇和乡村。解放巴勒斯坦人民阵线的创立者乔治·哈巴什是巴勒斯坦阿拉伯基督徒。
1994年以来巴勒斯坦民族权力机构中也活跃着许多巴勒斯坦基督徒。
阿拉伯之春爆发后，叙利亚的阿拉伯基督徒社区受到了沉重打击，频繁成为吉哈德圣战分子的攻击目标，其中许多人沦为难民。

## 地区分布

### 西亚

#### 伊拉克

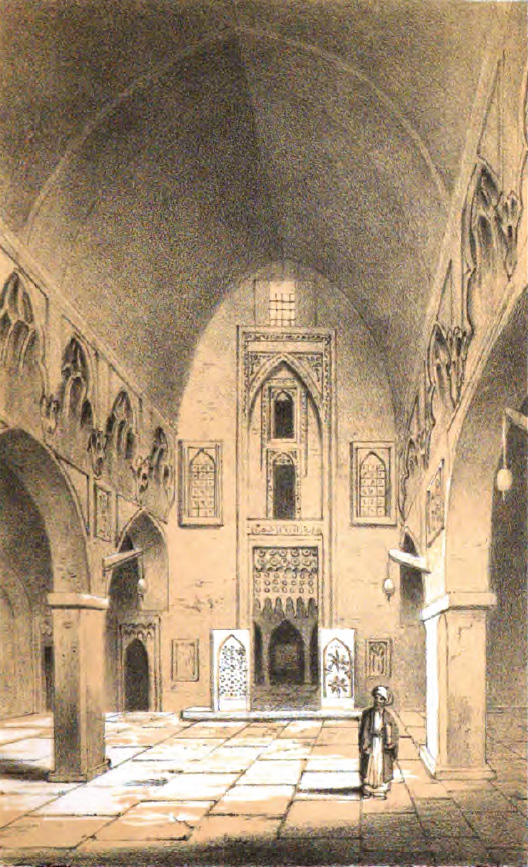
摩苏尔一座教堂内部（1852年）

从公元1世纪开始，基督教就存在于伊拉克，叙利亚基督教、叙利亚语和叙利亚字母正是在伊拉克北部的亚述地区发展起来的。
伊拉克的阿拉伯基督徒人数较少，在伊拉克战争后更是减少至仅剩数万人。伊拉克的大多数阿拉伯基督徒在传统上隶属于希腊正教会和天主教会，主要集中于巴格达、巴士拉和摩苏尔等城市。
伊拉克现有45万至90万基督徒，其中绝大多数是亚述人，遵奉叙利亚基督教，尤其是加色丁禮天主教會、亚述东方教会、古东方教会、叙利亚东方正统教会、亚述福音教会和亚述五旬节教会。超过三分之二的伊拉克基督徒在21世纪初已逃离至其他国家。1987年伊拉克人口普查结果显示全国2,200万人口中有140万人为基督徒，但到了战争爆发的2003年这一数字已下降至80至90万。
尽管伊拉克北部有许多亚述基督教家庭自愿迁移至历史上的亚述地区，但最近的报告表明自2003年伊拉克复兴党政权垮台以来基督徒人口可能已下降了一半，其中很多人逃离至叙利亚、约旦和黎巴嫩（2010估计）。2014年以来，在摩苏尔和伊斯兰国其他地区，伊拉克基督徒受到大量迫害和强制迁移，他们的房子被涂上阿拉伯字母N的标记，意为Nasrani（阿拉伯语对基督徒的称呼）。

#### 约旦

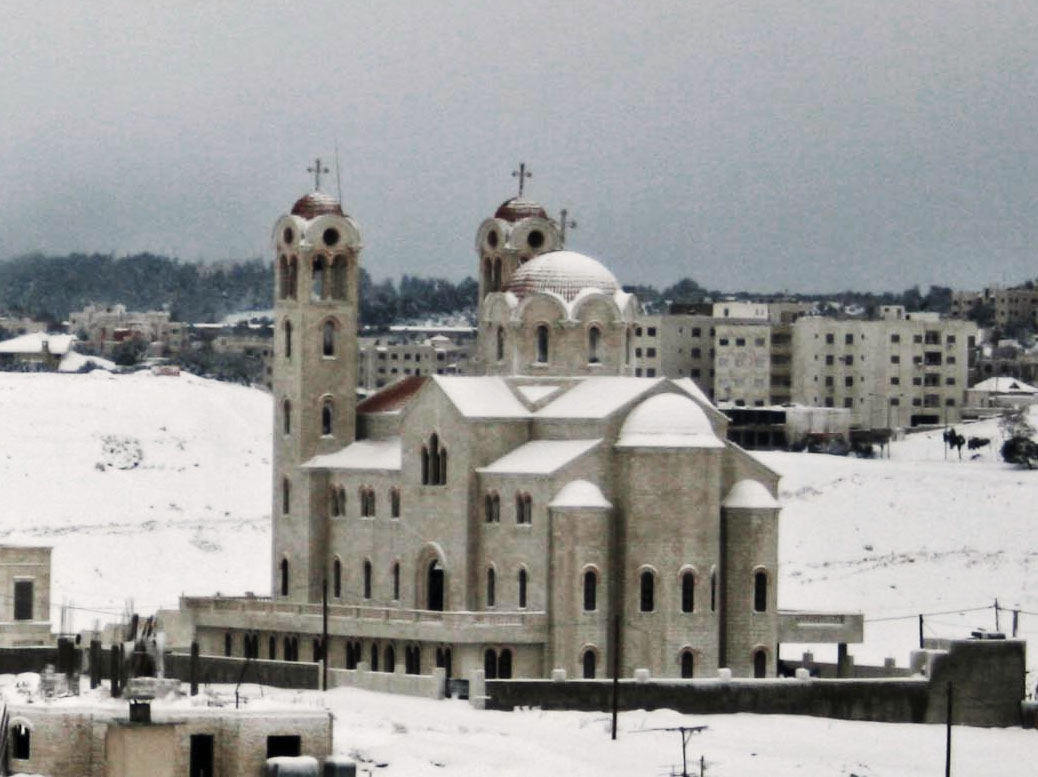
约旦安曼暴风雪中的希腊正教会教堂

约旦拥有世界上历史最悠久的基督教社群之一，可追溯至公元1世纪。今天约旦人口中有4%为基督徒，1930年一度有30%基督徒，这是因为大量穆斯林移民至约旦，而大量基督徒移民至西方国家，另外穆斯林的生育率也高于基督徒。根据正教会于2014年做出的估计，约旦的阿拉伯基督徒数量约为22.1万；该研究没有计算少数派基督徒群体以及居住在约旦的非本国（西方、伊拉克和叙利亚等）基督徒。另一项估计则认为正教会信徒数量为12.5到30万，天主教徒为11.4万，新教徒3万，即总共27到45万。大多数约旦本土基督徒认同自己的阿拉伯人身份，不过该国也有数量较多的亚述人和亚美尼亚人。还有约7,000名来自伊拉克摩苏尔和2,000名来自叙利亚的基督徒难民为了逃脱伊斯兰国而来到约旦。
从伊斯兰教改宗为另一个宗教严格来说是不被允许的。前穆斯林基督徒在法律上不受认可，无法和其他约旦基督徒享有同样的权利。然而，也有穆斯林在私下接受基督信仰，他们信仰基督教，但法律层面仍是穆斯林，关于约旦基督教的数据不包括这些改宗的基督徒。2015年一项研究表明约旦约有6,500名基督徒来自穆斯林背景。
约旦基督徒极好地融入了约旦社会，拥有极高的自由。约旦议会的130个席位中，有9个被分配给基督徒，此外基督徒还担任重要的部长级职务，有大使任命人以及较高的军衔。所有基督教宗教仪式在约旦公开庆祝。

#### 黎巴嫩
从比例上来说，黎巴嫩在阿拉伯世界拥有数量最大的基督徒群体；从绝对数量上来说，黎巴嫩基督徒数量仅次于埃及。约35万基督徒是安条克希腊正教会和默基特希臘禮天主教會信徒，少数则属于亚美尼亚使徒教会，而主要群体则为人口达100万马龙派基督徒，他们的阿拉伯人身份认同存在疑问。
1920年以来基督徒占黎巴嫩人口的40%。如今黎巴嫩基督徒的具体人数不详，因为1932年以来黎巴嫩官方没有相关统计数据。除了马龙派、安条克希腊正教会、默基特希臘禮天主教會和亚美尼亚使徒教会以外，还有重要的亚美尼亚人社群，这是中东地区人数最多、政治影响力最大的亚美尼亚社群。黎巴嫩基督徒是中东地区唯一一个拥有相当大政治权力的基督徒群体。黎巴嫩宪法规定黎巴嫩总统、内阁半数成员以及议会半数成员必须为基督徒。
大多数马龙派基督徒宣称他们是前阿拉伯民族（如馬代特人，或许更古老的腓尼基人）的后裔，不过没有疑问的一点是，在该地区数百年的穆斯林和阿拉伯统治下，其人口逐渐阿拉伯化。本土的西阿拉米语在中世纪末期已不再作为日常口头用语使用，马龙派基督徒也从他们身边的阿拉伯基督徒和阿拉伯穆斯林那里吸收了阿拉伯文化元素。尽管如此，许多马龙派教徒仍旗帜鲜明地宣示其独特的民族渊源，即他们与阿拉伯人不同，且早于阿拉伯人向该地区的移民；也有一些马龙派教徒倾向于反对这样的意见，将自己视为阿拉伯民族的一部分；甚至有人认为马龙派教徒与阿拉伯人之间存在血统上的关联。例如，黎巴嫩历史学家Kamal Salibi认为，一些马龙派可能来源于一个数千年前从阿拉伯半岛迁居至黎凡特的阿拉伯部落，他还指出，“作为阿拉伯起源的民族，马龙派很可能是伊斯兰教之前最后到达叙利亚的阿拉伯基督教部落之一。”

#### 巴勒斯坦

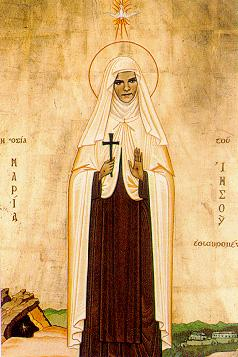
Mariam Baouardy

巴勒斯坦基督徒，是在源自巴勒斯坦族裔和家族的各种教派的阿拉伯基督徒，在当地阿拉伯方言和阿拉伯经典语和现代阿拉伯语中，基督徒都被称为纳斯兰尼（Nasrani）——阿拉伯语里对拿撒勒的衍生词，或者叫马斯西——阿拉伯语彌賽亞（麥西哈）的衍生词。
大多数巴勒斯坦基督徒在文化上和语言上都视自己为阿拉伯人，其中一些声称自己是伽珊尼德阿拉伯基督徒以及定居于该地区的希腊人的后代。巴勒斯坦基督徒人数位于36,000至50,000之间，大多数是希腊正教徒和天主教徒（包括默基特教会）。大部分巴勒斯坦基督徒生活在伯利恒、拉姆安拉、纳布卢斯等地。
许多巴勒斯坦阿拉伯基督徒在巴勒斯坦社会中地位较高。以色列历史学家Benny Morris写道基督徒-穆斯林关系是导致巴勒斯坦社会分裂的一个因素。
在巴勒斯坦，基督徒占巴勒斯坦阿拉伯人口4%，而在约旦占领时的西岸人口，基督徒少于4%，在加沙地带微乎其微。在以色列，基督徒占阿拉伯人口的10%，根据英国托管时期的官方估计，在1947年巴勒斯坦托管地人口中大约35%是的基督徒。
耶路撒冷的亚美尼亚人，被当做巴勒斯坦基督徒，也遭到以色列犹太教极端分子的攻击威胁。9月份，两名亚美尼亚牧师因为抗议犹太极端分子向基督教圣迹吐口水而被驱逐。
其著名人物有纪伯伦、爱德华·萨义德、塔里克·阿齐兹、南希·阿吉莱姆、拉尔夫·纳德。
巴勒斯坦地区基督社区人口的衰减与整个中东地区基督教的衰落相一致。一些教会试图通过为青年基督徒建造补贴住房并增加职业培训的投入来减少青年基督徒的移民率。

#### 以色列
2009年12月，有122,000名阿拉伯基督徒生活在以色列，他们属于阿拉伯裔以色列人，而以色列所有的基督徒公民总数则为151,700人。根据以色列中央统计局的数据，2013年圣诞节前夜，则约有161,000名基督徒，占以色列总人口的2%，这些基督徒中80%是阿拉伯人。人数较少的基督徒社区则有俄罗斯人、希腊人、亚美尼亚人、马龙派、乌克兰人和亚述人。从2014年起，阿拉米人及马龙派基督徒不再被视为阿拉伯人，并可以重新登记为阿拉米人。另一项数据则显示以色列有超过117,000名阿拉伯基督徒（以及35,000名非阿拉伯基督徒）。
2014年，默基特希腊礼天主教会是以色列最大的基督教会，60%的以色列基督徒属于该教会。30%的以色列基督徒属于耶路撒冷希腊正教会。其他教派如圣公会在东耶路撒冷有自己的圣乔治座堂。以色列浸信会教徒主要集中该国北部，在拿撒勒地区有四座教堂。基督徒主要居住在海法、拿撒勒、吉什等城市。许多基督徒城镇或街区在1948至1953年间遭遇了不同程度的种族清洗。
以色列的阿拉伯基督徒中，一些人强调泛阿拉伯主义，一小部分人则加入了以色列国防军。
阿拉伯基督徒是以色列受教育程度最高的群体之一。以色列媒体马里夫报将阿拉伯基督徒描述为“教育体系中最成功的群体”。根据以色列中央统计局的数据，2010年以色列的阿拉伯基督徒中，63%拥有大学或更高学历，是所有民族-宗教群体中最高的。阿拉伯基督徒在大学入学考试的“人均”成功率上也是最高的（2016年达到73.9%），高于穆斯林、德鲁兹教徒以及作为一个整体而言的犹太教徒。
从社会经济角度看，阿拉伯基督徒与阿拉伯穆斯林相比更接近犹太教人口。他们的贫困率最低，失业率最低（4.9%），而犹太教徒失业率则为6.5%。在以色列阿拉伯公民中，他们的家庭收入中位数最高；在以色列所有民族-宗教群体中，他们家庭收入中位数排名第二。此外，阿拉伯基督徒也有大量人在科学界和白领阶层工作。

#### 叙利亚

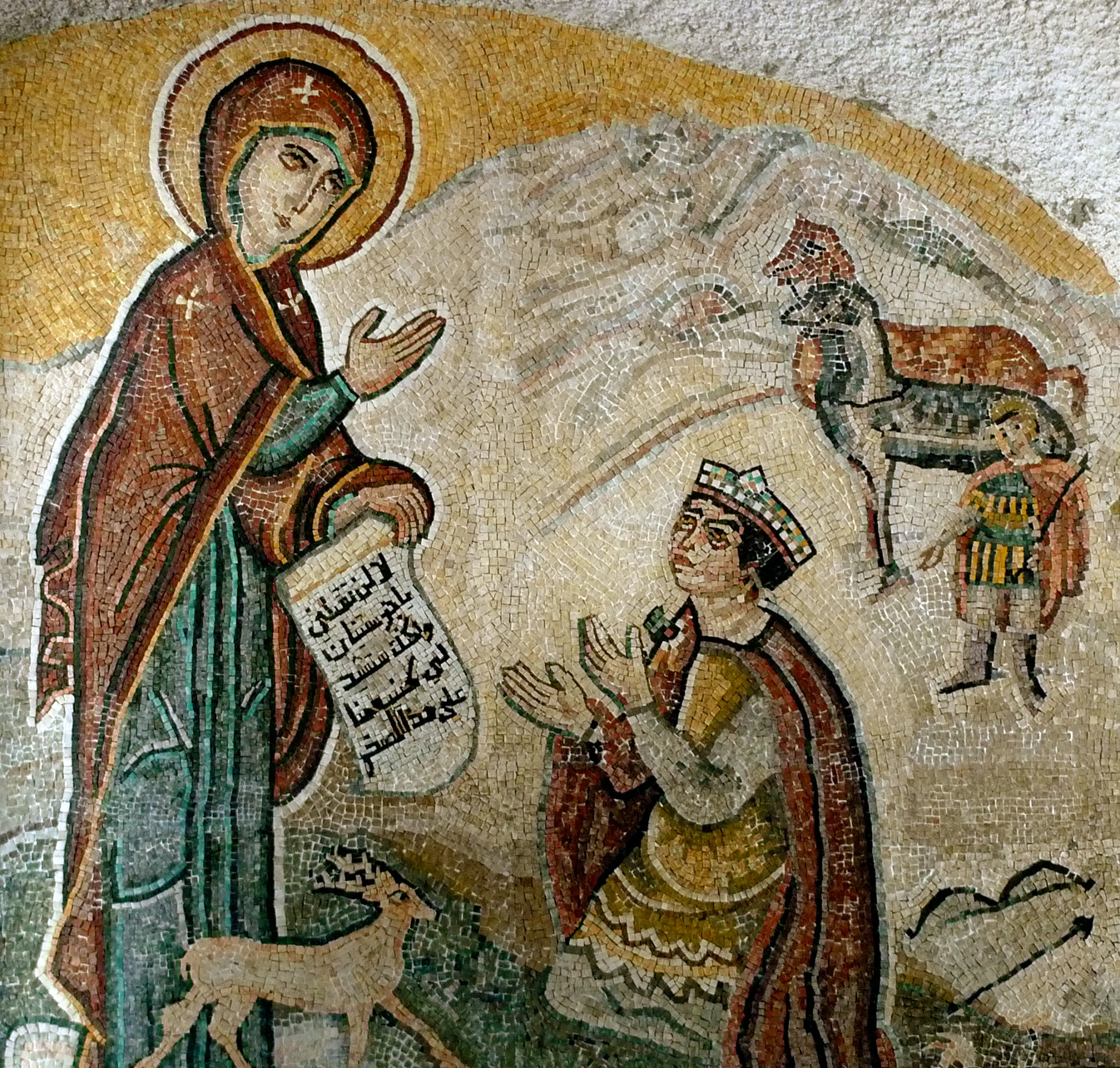
叙利亚一座希腊正教堂内的圣母玛利亚马赛克

根据1960年人口统计，叙利亚有450万人口，其中基督徒占比15%（即67.5万）。1960年以来叙利亚人口增长了五倍，而基督徒人口数量只增长了3.5倍。由于政治原因，1960年以后没有人口统计数据。根据叙利亚内战爆发之前的估计，基督徒数量占到叙利亚2,300万人口的10%，比例下降的原因是生育率比穆斯林更低，而向外移民的比例更高。今天，叙利亚基督徒中相当多的人认同自己是安条克希腊人、亚述人和亚美尼亚人的后裔，在第一次世界大战之后以及2003年之后，还有大批亚述伊拉克基督徒难民融入进了叙利亚基督徒社区。由于叙利亚内战的爆发，大批基督徒被迫逃亡至黎巴嫩、约旦和欧洲，不过大多数难民仍然居住在叙利亚国内。

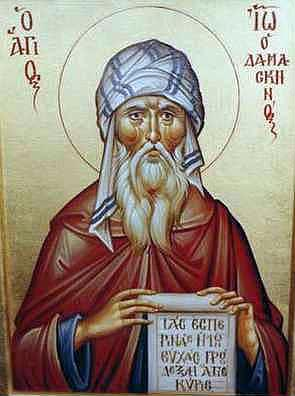
大马士革的圣约翰的希腊圣像画，7世纪阿拉伯僧侣和长老

叙利亚的阿拉伯基督徒主要是希腊正教徒和默基特希臘禮天主教徒还有一些拉丁礼罗马天主教徒。叙利亚的非阿拉伯基督徒则包括亚述人（主要集中于东北部）、叙利亚-阿拉米人、希腊人和亚美尼亚人。叙利亚最大的基督教派是希腊正教，其中一些人是阿拉伯基督徒；第二大教派是叙利亚正教，这一教派的许多信徒自我认同是阿拉米人或亚述人。“希腊”这一称呼指的是他们的禮拜儀式用语，有时也用于指他们的祖先或民族，但并非所有人都有希腊祖先；实际上，阿拉伯语里的称呼是“鲁米”，即罗马，指东罗马人。整体而言，“希腊”一词通常指的是使用希腊语作为宗教仪式语言、希腊正教派的基督徒。“默基特”一词则指希腊天主教会，他们形成了另一个重要的基督徒群体。
尽管叙利亚阿拉伯共和国允许宗教自由，但包括基督徒在内的所有叙利亚公民都需服从以沙里亚为基础的法律。例如，在离婚案中，一名妇女，无论其宗教信仰如何，都会在其儿子十三岁时失去对他的监护权，在女儿十五岁时失去对她的监护权。

#### 土耳其
主要生活在哈塔伊省的安条克希腊人是使用阿拉伯语的土耳其基督徒族群，其人口数量约为18,000，是希腊正教徒。然而，他们有时被视为阿拉伯基督徒，首要原因便是他们的语言。安条克（哈塔伊省的首府）就是历史上安条克希腊正教会的所在地。此外，土耳其还有非阿拉伯的亚美尼亚人社群（人口数量约7万）、希腊人（人数为5,000，不包括安条克希腊人）和东南部的亚述基督徒。
哈塔伊省东南部的村庄Tokaçlı所有居民都是阿拉伯基督徒，是土耳其少数几个基督徒村庄之一。

#### 阿拉伯半岛
科威特本土基督徒人数很少，估计为259到400人。
科威特基督徒可以分为两部分：一部分是最早的科威特基督徒，起源自伊拉克和土耳其，他们已融入科威特社会，倾向于使用科威特的阿拉伯语方言，他们的饮食和文化也主要是科威特的，这一群体大概占科威特基督徒人口的四分之一；剩下的四分之三基督徒则是20世纪50和60年代从巴勒斯坦等地被迫移居至科威特，此外还有数量较少的群体来自叙利亚和黎巴嫩，这一群体的融合程度不如前一群体，他们的饮食、文化以及阿拉伯方言依然带有黎凡特特色。大部分科威特基督徒属于12个大家族。
巴林本土基督徒（指持有巴林国籍的人）约有1,000人。大多数基督徒来自伊拉克、巴勒斯坦和约旦，小部分来自黎巴嫩、叙利亚和印度。一小部分已在巴林生活了数个世纪，大部分是最近一个世纪的移民。
巴林本土基督徒大多数是正教徒，其中最大的教会是希腊正教会。巴林政府中也有基督徒。

### 北非

#### 马格里布
突尼斯、阿尔及利亚、利比亚和摩洛哥有小规模的罗马天主教徒社区，这是由于法国曾殖民阿尔及利亚、突尼斯和摩洛哥，而西班牙曾殖民摩洛哥和西撒哈拉，意大利曾殖民利比亚。北非地区的大部分基督徒是外国传教士、移民劳工、欧洲殖民者后裔（如法国黑脚）。北非的柏柏尔或阿拉伯基督徒大多数是在殖民时期或之后皈依基督教的。
可以说，马格里布的柏柏尔或阿拉伯基督徒更多住在法国而不是北非，这是由于1960年代大量黑脚离开北非前往法国。今天，改宗基督教在阿尔及利亚（尤其是卡比利亚地区）、摩洛哥和突尼斯都较为常见。2015年约380,000名穆斯林改宗了基督教。据估计在过去的十年里有8,000到40,000名摩洛哥人改宗了基督教，不过也有人估计这一数字达到15,000。突尼斯的基督徒人口估计为23,500人左右。

#### 埃及
如果将沿袭古埃及传统的科普特人排除在外，那么族裔为希腊人或阿拉伯人的埃及希腊东正教信徒人数很少，希腊人和阿拉伯人分别约数千人。西奈半岛有几个孤立的希腊东正教社区，主要由阿拉伯人组成；埃及其他地区除科普特以外的少数民族也很少。
大多数埃及基督徒为科普特人，主要是亚历山大港科普特正教会成员。尽管科普特人讲埃及阿拉伯语，但他们中大多数人并不认为自己是阿拉伯人，而是古埃及人的后裔。科普特人是整个中东地区人口数量最多的基督教群体，人数达800万至1,500万。科普特人的礼拜仪式用语是科普特语，该语言由古埃及语直接演化而来。

### 中东地区以外
数十万的阿拉伯基督徒生活在中东以外，如阿根廷、澳大利亚、巴西、加拿大、智利、哥伦比亚、古巴、多米尼加共和国、墨西哥、美国、委内瑞拉等国。欧洲也有很多阿拉伯基督徒，如英国、法国（由于该国与黎巴嫩和北非的历史联系）、西班牙（由于该国与摩洛哥北部的历史联系）、爱尔兰、德国、意大利、希腊和、荷兰。在欧洲和美国，估计约有40万巴勒斯坦阿拉伯基督徒。

## 所属教会
阿拉伯基督徒所属的教会主要有耶路撒冷希腊正教会、安条克希腊正教会、叙利亚东方正统教会，此外还有默基特希腊礼天主教会、拉丁礼天主教会和新教教会。

## 身份认同问题

### 亚述人
亚述人是伊拉克、叙利亚东北部、土耳其东南部和伊朗西北部主要的基督徒。亚述人使用叙利亚-阿拉米语的不同方言，有时也讲各地的阿拉伯语、土耳其语和波斯语方言。尽管他们来源于前阿拉伯民族并且有自己独特的语言-文化认同，西方媒体有时错误地将亚述人称为“阿拉伯世界的基督徒”或“讲阿拉伯语的基督徒”，引起人们对其身份的困惑。泛阿拉伯主义运动和阿拉伯-穆斯林政权有时也错误地认为亚述人是“阿拉伯基督徒”。
在1963年伊拉克的阿拉伯复兴社会党上台之后，阿拉伯民族主义者将亚述基督徒称为“阿拉伯基督徒”，否认亚述人存在独特的亚述身份，尽管亚述人使用的语言是早于阿拉伯语的阿拉米语，并且是前阿拉伯时代的美索不达米亚传统土著居民，具有5000年历史。1972年通过了一项允许在公立学校和媒体中使用叙利亚语法律；然而不久之后，叙利亚语便被取缔，叙利亚语的杂志和报纸被迫使用阿拉伯语。
直到1977年人口普查以前，亚述人都被错误地指认为阿拉伯人或库尔德人。亚述基督徒被迫否认其亚述身份认同，亚述民族主义也遭受惩处，例如曾担任伊拉克副总理的塔里克·阿齐兹是加色丁禮天主教會亚述基督徒，他原本姓米哈伊尔·尤哈纳（Mikhael Youhana），他在加入阿拉伯复兴社会党之后改姓为阿齐兹。
20世纪90年代，亚述人没有被石油换食品计划包括在内，未能获得他们每月的食物补贴。许多亚述人被驱逐出他们原本居住的伊拉克北部村庄，并被迫将其叙利亚语名字替换为阿拉伯语名字。
他们还指出，阿拉伯民族主义者为了了增强他们在华盛顿的政治影响力，在计算阿拉伯裔美国人时错误地将亚述美国人计算在内。一些阿拉伯裔美国人将这种对亚述身份的否定也带到了美国。2001年，亚述-加色丁教会和马龙派教会的联盟写信给阿拉伯美国学会，谴责他们将亚述人视为阿拉伯人；他们要求阿拉伯美国学会“停止并制止将过去和现在的亚述人和马龙派教徒描绘为阿拉伯人，并停止代表亚述人和马龙派发言。

### 科普特人
科普特人是埃及本土的基督徒，也是埃及一个重要的民族-宗教群体。4至6世纪，基督教是罗马埃及的主要宗教，直到7世纪上半叶穆斯林征服埃及，此后一直都是重要的少数群体的宗教。他们使用的科普特语直接由罗马时代的世俗体古埃及语演化而来，但该语言自18世纪以来几乎死亡，主要用于宗教仪式。
科普特人是整个中东地区人口数量最多的基督教群体，也是埃及最大的宗教少数群体，人数占埃及人口的10%。大多数科普特人是亚历山大港科普特正教会成员，其余科普特人（约80万）则分属科普特礼天主教会和各种新教教会。
作为一个宗教少数群体，科普特人在现代埃及社会遭受诸多迫害，并成为伊斯兰极端主义军事团体实施恐怖主义袭击的目标。

### 马龙派
穆斯林领导人在在1936年3月的海岸及四区议会议上宣布黎巴嫩是一个阿拉伯国家，与其阿拉伯邻国没有区别。在1936年4月的贝鲁特选举中，由于担心黎巴嫩的沿海地区将成为叙利亚的一部分还是归黎巴嫩所有，马龙派基督徒和穆斯林政客分别主张腓尼基人和阿拉伯人的路线，这加剧了两个社区之间已日趋紧张的局势。
不认可阿拉伯身份的黎巴嫩民族主义受到一些马龙派教徒和其他正教徒的大力支持。但是，这种形式的民族主义（被称为腓尼基主义）从未发展成为有重要思想家领导的完整意识形态，不过在促进腓尼基认同方面也出现了一些更为突出的人物：查尔斯·科尔姆、米歇尔·奇哈和赛义德·阿克尔。
在《塔伊夫协定》（1989年）签署以后的黎巴嫩，政治腓尼基主义作为阿拉伯主义的替代物，仅局限于一个小圈子。腓尼基主义在一些学者内部遭到强烈质疑，他们试图说明腓尼基主义的主张是错误的，应该接受和拥抱阿拉伯身份。这种认同观念上的冲突是黎巴嫩穆斯林和马龙派基督教徒之间的主要争端之一，也是黎巴嫩无法实现民族认同统一的一个因素。概括地说，穆斯林更多地关注黎巴嫩历史和文化中的阿拉伯特征，而基督徒则更关注前阿拉伯时代的黎巴嫩文化以及非阿拉伯的特征。
在黎巴嫩议会的一届会议上，一位马代特马龙派国会议员声明了他作为阿拉伯人的身份：“我，长老埃斯特凡·杜埃希（Estefan Doueihy）的孙子，马龙派基督教黎巴嫩阿拉伯人，宣布我为我是我们南方人民抵抗运动的一部分而自豪”
担任耶路撒冷马龙派教区管理员的马龙派执事Soubhi Makhoul说：“马龙派教徒是阿拉伯人，我们是阿拉伯世界的一部分。尽管恢复我们的语言并保持我们的传统非常重要，但教会却直言不讳地批评这些（不认为自己是阿拉伯人）的人。”

### 阿拉米人
许多叙利亚基督教徒主要是叙利亚东方正统教会和叙利亚礼天主教会的信徒，他们坚持阿拉米人的身份认同（参见亞蘭）。现在，他们几乎只讲阿拉伯语，尽管少数人仍以西阿拉米语为母语。许多人使用“叙利亚-阿拉米人”一词来形容自己，并拥有自己的阿拉米国旗；斯堪的纳维亚半岛等地区的叙利亚阿拉米移民社区拥有自己的足球队和体育队。
与以色列的大多数阿拉伯基督徒相比，少数讲阿拉伯语、信仰基督教的以色列人并不认为自己是阿拉伯人，而是追溯其阿拉伯的阿拉米人血统。这一点在加利利以马龙派人为主的吉什尤为明显，这里的阿拉米民族主义者一直试图复兴阿拉米语作为口头交流语言的使用。2014年9月，以色列承认了“阿拉米人”族裔身份，自我认同为阿拉米人、讲阿拉伯语的以色列基督徒现在可以登记为“阿拉米人”而不是阿拉伯人。这一认可是以色列的阿拉米基督教基督教展开了七年的活动之后争取而来的。以色列境内五个教会的讲阿拉米语的信徒可以获得阿拉米人的身份，其中包括马龙派教会、希腊正教会、希腊天主教会、叙利亚礼天主教会和叙利亚东方正统教会。
阿拉米人的重新登记开始于2014年10月，首先获得登记的是吉什的200个马龙派家庭。
下一步则预计为多达10,000名以前登记为阿拉伯基督徒的以色列公民提供重新登记的服务。根据这一举措的发起者之一的沙迪·哈卢尔（Shadi Khalloul）所说，“居住在以色列并属于东方教会之一的133,000名基督徒都可以登记为阿拉米人……”。此举却也遭到了阿拉伯基督教社会许多人的反对，并被希腊正教会牧首谴责。

### 泛叙利亚认同
尽管黎凡特地区的大多数希腊正教会和默基特希腊礼天主教会的信徒都坚持阿拉伯民族主义，也有一些政治家反对泛阿拉伯主义，例如叙利亚社会民族党的创立者、世俗的希腊正教徒安东·萨德，在1949年因倡导废除黎巴嫩而被由黎巴嫩长枪党领导的政府处决。萨德拒绝阿拉伯民族主义（即讲阿拉伯语的人组成一个统一民族国家的主张），而是主张建立一个包含新月沃土在内的叙利亚民族国家（见大叙利亚）。萨德拒绝使用语言和宗教来定义一个国家，而是主张国家是通过居住在特定地理区域的人民共同发展而形成的。因此，他坚决反对阿拉伯民族主义和泛伊斯兰主义。他认为叙利亚在历史、文化和地理上与阿拉伯世界其他地区不同，并将阿拉伯世界分为四个部分。他将叙利亚历史作为一个独特的实体追溯至腓尼基人、迦南人、亚摩利人、阿拉米人、亚述人和巴比伦人等。